# باتومولا
باتومولا (به لاتین: Batumulla) یک منطقهٔ مسکونی در سری‌لانکا است که در استان مرکزی (سری‌لانکا) واقع شده‌است.